# Hidalgo (plemič)
Hidalgo je bil predstavnik nižjega plemstva v srednjeveški Španiji in na Portugalskem. Hidalgi so imeli pravico nositi orožje, uporabljati besedo »don« v imenu, bili so oproščeni davkov in uživali določen ugled.
Beseda naj bi izvirala iz izraza »hijo de algo« (sin nečesa), ki so ga v 7. stoletju zapisovali kot fijodalgo ali fidalgo, v srednjem veku pa se je črkovanje spremenilo v hijodalgo oz. hidalgo. Po drugi teoriji naj bi izvirala iz izraza »hijo del Goto« (sin Gota).
Naziv si je človek pridobil kot nagrado za dobro delo ali ob včlanitvi v bratovščino. Višji status so imeli hidalgi po prednikih (hidalgo solariego), za naziv so morali dokazati, da so bili vsi štirje stari starši hidalgi. Naziv je pomenil določeno čast in hidalgi so načeloma smatrali fizično delo kot nevredno. Karikiran zgled hidalga je lik Don Kihota španskega pisatelja Cervantesa, ki preživlja dni ob prebiranju knjig o junaških vitezih in se odloči dokazati svojo čast z viteškimi dejanji, ki seveda niso smela vključevati fizičnega napora.
Med vladavino Bourbonov je imelo naziv hidalgo že okoli pol milijona ljudi, kar je predstavljalo veliko breme državni blagajni. Zato so oblasti večkrat poskušale reformirati položaj in do začetka 19. stoletje je v Španiji povsem izginil, na Portugalskem pa šele ob propadu monarhije leta 1910.